# Perhat Tursun
Perhat Tursun, född 1969 i Atush, Xinjiang, Kina, är en uigurisk författare.
Tursun skriver dikter, noveller och romaner. Inte sällan experimenterar han språkligt i sina verk, och han har kallats den viktigaste modernistiska uiguriska författaren. Han har sedan 1990-talet varit en viktig förebild i den uiguriska litteraturen. I början av 2018 försvann han plötsligt, och 2020 meddelades att han av oklara skäl hade dömts till 16 års fängelse.
Tursun tilldelades av Svenska PEN 2022 års Tucholskypris.